# Zauber Lord
Zauber Lord is een computerspel dat werd uitgegeven door PSS (Personal Software Services) voor de Commodore 64. Het spel werd uitgebracht in 1988. Het spel is Duitstalig en wordt gespeeld met het zicht van bovenaf.